# Liga Europeia de Voleibol Feminino de 2017
A Liga Europeia de Voleibol Feminino de 2017 foi nona edição do torneio, que é disputado anualmente desde 2009. A final foi disputada entre Ucrânia e Finlândia, acabando com vitória da seleção ucraniana conquistando assim seu primeiro título na competição. Anna Stepaniuk foi eleita a MVP do campeonato.

## Participantes
| Grupo A      | Grupo B    | Grupo C    |
| ------------ | ---------- | ---------- |
| Albânia      | França     | Espanha    |
| Áustria      | Geórgia    | Portugal   |
| Bielorrússia | Montenegro | Eslováquia |
| Finlândia    | Ucrânia    | Suécia     |

## Fase de Grupos

### Grupo A
|     |              |     | Jogos | Jogos | Jogos | Resultados | Resultados | Resultados | Resultados | Resultados | Resultados | Sets | Sets | Sets  | Pontos | Pontos | Pontos |
| Pos | Equipe       | Pts | T     | V     | D     | 3–0        | 3–1        | 3–2        | 2–3        | 1–3        | 0–3        | V    | P    | R     | V      | P      | R      |
| --- | ------------ | --- | ----- | ----- | ----- | ---------- | ---------- | ---------- | ---------- | ---------- | ---------- | ---- | ---- | ----- | ------ | ------ | ------ |
| 1   | Finlândia    | 18  | 6     | 6     | 0     | 6          | 0          | 0          | 0          | 0          | 0          | 18   | 0    | MAX   | 452    | 358    | 1.263  |
| 2   | Bielorrússia | 9   | 6     | 3     | 3     | 3          | 0          | 0          | 0          | 1          | 2          | 10   | 9    | 1.111 | 438    | 389    | 1.126  |
| 3   | Albânia      | 6   | 6     | 2     | 4     | 0          | 2          | 0          | 0          | 1          | 3          | 7    | 14   | 0.500 | 449    | 496    | 0.905  |
| 4   | Áustria      | 3   | 6     | 1     | 5     | 0          | 1          | 0          | 0          | 1          | 4          | 4    | 16   | 0.250 | 379    | 475    | 0.798  |

#### Semana 1
- Sede:  Tirana Olympic Park, Tirana, Albânia

| Data   | Hora  |              | Placar |              | Set 1 | Set 2 | Set 3 | Set 4 | Set 5 | Total | Relatório |
| ------ | ----- | ------------ | ------ | ------------ | ----- | ----- | ----- | ----- | ----- | ----- | --------- |
| 9 Jun  | 15:00 | Áustria      | 0–3    | Bielorrússia | 12–25 | 13–25 | 22–25 |       |       | 47–75 | 47-75     |
| 9 Jun  | 18:00 | Albânia      | 0–3    | Finlândia    | 15–25 | 20–25 | 22–25 |       |       | 57–75 | 57-75     |
| 10 Jun | 15:00 | Bielorrússia | 0–3    | Finlândia    | 20–25 | 15–25 | 15–25 |       |       | 50–75 | 50-75     |
| 10 Jun | 18:00 | Áustria      | 1–3    | Albânia      | 18–25 | 25–20 | 19–25 | 22–25 |       | 84–95 | 84-95     |
| 11 Jun | 15:00 | Finlândia    | 3–0    | Áustria      | 25–17 | 25–19 | 25–20 |       |       | 75–56 | 75-56     |
| 11 Jun | 18:00 | Bielorrússia | 1–3    | Albânia      | 25–22 | 22–25 | 24–26 | 23–25 |       | 94–98 | 94-98     |

#### Semana 2
- Sede:  Chizhovka-Arena, Minsk, Bielorrússia

| Data   | Hora  |              | Placar |              | Set 1 | Set 2 | Set 3 | Set 4 | Set 5 | Total | Relatório |
| ------ | ----- | ------------ | ------ | ------------ | ----- | ----- | ----- | ----- | ----- | ----- | --------- |
| 16 Jun | 15:30 | Albânia      | 0–3    | Finlândia    | 19–25 | 23–25 | 20–25 |       |       | 62–75 | 62-75     |
| 16 Jun | 18:00 | Bielorrússia | 3–0    | Áustria      | 25–8  | 25–7  | 25–20 |       |       | 75–35 | 75-35     |
| 17 Jun | 15:30 | Finlândia    | 3–0    | Áustria      | 25–23 | 25–22 | 25–19 |       |       | 75–64 | 75-64     |
| 17 Jun | 18:00 | Albânia      | 0–3    | Bielorrússia | 22–25 | 12–25 | 23–25 |       |       | 57–75 | 57-75     |
| 18 Jun | 15:30 | Áustria      | 3–1    | Albânia      | 25–16 | 25–16 | 18–25 | 25–23 |       | 93–80 | 93-80     |
| 18 Jun | 18:00 | Finlândia    | 3–0    | Bielorrússia | 25–21 | 25–23 | 27–25 |       |       | 77–69 | 77-69     |

### Grupo B
|     |            |     | Jogos | Jogos | Jogos | Resultados | Resultados | Resultados | Resultados | Resultados | Resultados | Sets | Sets | Sets   | Pontos | Pontos | Pontos |
| Pos | Equipe     | Pts | T     | V     | D     | 3–0        | 3–1        | 3–2        | 2–3        | 1–3        | 0–3        | V    | P    | R      | V      | P      | R      |
| --- | ---------- | --- | ----- | ----- | ----- | ---------- | ---------- | ---------- | ---------- | ---------- | ---------- | ---- | ---- | ------ | ------ | ------ | ------ |
| 1   | Ucrânia    | 18  | 6     | 6     | 0     | 5          | 1          | 0          | 0          | 0          | 0          | 18   | 1    | 18,000 | 468    | 307    | 1.524  |
| 2   | França     | 12  | 6     | 4     | 2     | 2          | 2          | 0          | 0          | 1          | 1          | 13   | 8    | 1.625  | 473    | 460    | 1.028  |
| 3   | Montenegro | 6   | 6     | 2     | 4     | 1          | 1          | 0          | 0          | 2          | 2          | 8    | 13   | 0.615  | 439    | 488    | 0.900  |
| 4   | Geórgia    | 8   | 11    | 3     | 8     | 0          | 0          | 3          | 2          | 1          | 5          | 14   | 30   | 0.467  | 343    | 468    | 0.733  |

#### Semana 1
- Sede:  Tbilisi Sports Palace, Tbilisi, Geórgia

| Data   | Hora  |            | Placar |            | Set 1 | Set 2 | Set 3 | Set 4 | Set 5 | Total  | Relatório |
| ------ | ----- | ---------- | ------ | ---------- | ----- | ----- | ----- | ----- | ----- | ------ | --------- |
| 16 Jun | 16:00 | Montenegro | 0–3    | Ucrânia    | 17–25 | 20–25 | 14–25 |       |       | 51–75  | 51-75     |
| 16 Jun | 18:30 | Geórgia    | 0–3    | França     | 20–25 | 11–25 | 21–25 |       |       | 52–75  | 52-75     |
| 17 Jun | 16:00 | Ucrânia    | 3–0    | França     | 25–23 | 25–14 | 25–17 |       |       | 75–54  | 75-54     |
| 17 Jun | 18:30 | Montenegro | 3–1    | Geórgia    | 18–25 | 25–21 | 25–16 | 25–18 |       | 93–80  | 93-80     |
| 18 Jun | 16:00 | França     | 3–1    | Montenegro | 28–26 | 25–17 | 24–26 | 25–18 |       | 102–87 | 102-87    |
| 18 Jun | 18:30 | Ucrânia    | 3–0    | Geórgia    | 25–12 | 25–21 | 25–20 |       |       | 75–53  | 75-53     |

#### Semana 2
- Venue:  Salle Sportive Métropolitaine, Rezé, França

| Data   | Hora  |            | Placar |            | Set 1 | Set 2 | Set 3 | Set 4 | Set 5 | Total  | Relatório |
| ------ | ----- | ---------- | ------ | ---------- | ----- | ----- | ----- | ----- | ----- | ------ | --------- |
| 23 Jun | 16:00 | Montenegro | 0–3    | Ucrânia    | 11–25 | 12–25 | 15–25 |       |       | 38–75  | 38-75     |
| 23 Jun | 20:00 | França     | 3–0    | Geórgia    | 25–21 | 25–20 | 25–17 |       |       | 75–58  | 75-58     |
| 24 Jun | 16:00 | Ucrânia    | 3–0    | Geórgia    | 25–16 | 25–15 | 25–14 |       |       | 75–45  | 75-45     |
| 24 Jun | 19:00 | Montenegro | 1–3    | França     | 21–25 | 27–25 | 23–25 | 24–26 |       | 95–101 | 95-101    |
| 25 Jun | 16:00 | Geórgia    | 0–3    | Montenegro | 18–25 | 20–25 | 17–25 |       |       | 55–75  | 55-75     |
| 25 Jun | 19:00 | Ucrânia    | 3–1    | França     | 25–13 | 18–25 | 25–14 | 25–14 |       | 93–66  | 93-66     |

### Grupo C
|     |            |     | Jogos | Jogos | Jogos | Resultados | Resultados | Resultados | Resultados | Resultados | Resultados | Sets | Sets | Sets  | Pontos | Pontos | Pontos |
| Pos | Equipe     | Pts | T     | V     | D     | 3–0        | 3–1        | 3–2        | 2–3        | 1–3        | 0–3        | V    | P    | R     | V      | P      | R      |
| --- | ---------- | --- | ----- | ----- | ----- | ---------- | ---------- | ---------- | ---------- | ---------- | ---------- | ---- | ---- | ----- | ------ | ------ | ------ |
| 1   | Espanha    | 16  | 6     | 5     | 1     | 3          | 2          | 0          | 1          | 0          | 0          | 17   | 5    | 3.400 | 528    | 444    | 1.189  |
| 2   | Eslováquia | 12  | 6     | 4     | 2     | 3          | 1          | 0          | 0          | 0          | 2          | 12   | 7    | 1.714 | 439    | 385    | 1.140  |
| 3   | Portugal   | 6   | 6     | 2     | 4     | 1          | 1          | 0          | 0          | 2          | 2          | 8    | 13   | 0.615 | 439    | 488    | 0.900  |
| 4   | Suécia     | 2   | 6     | 1     | 5     | 0          | 0          | 1          | 0          | 2          | 3          | 5    | 17   | 0.294 | 421    | 531    | 0.793  |

#### Semana 1
- Sede:  Polideportivo Huerta del Rey, Valladolid, Espanha

| Data   | Hora  |            | Placar |            | Set 1 | Set 2 | Set 3 | Set 4 | Set 5 | Total | Relatório |
| ------ | ----- | ---------- | ------ | ---------- | ----- | ----- | ----- | ----- | ----- | ----- | --------- |
| 9 Jun  | 17:00 | Portugal   | 0–3    | Eslováquia | 18–25 | 20–25 | 20–25 |       |       | 58–75 | 58-75     |
| 9 Jun  | 20:00 | Espanha    | 3–1    | Suécia     | 25–17 | 25–13 | 22–25 | 25–19 |       | 97–74 | 97-74     |
| 10 Jun | 17:00 | Eslováquia | 3–0    | Suécia     | 25–15 | 25–11 | 25–18 |       |       | 75–44 | 75-44     |
| 10 Jun | 20:00 | Portugal   | 1–3    | Espanha    | 25–19 | 22–25 | 23–25 | 25–27 |       | 95–96 | 95-96     |
| 11 Jun | 17:00 | Suécia     | 1–3    | Portugal   | 16–25 | 25–19 | 21–25 | 23–25 |       | 85–94 | 85-94     |
| 11 Jun | 20:00 | Eslováquia | 0–3    | Espanha    | 20–25 | 19–25 | 24–26 |       |       | 63–76 | 63-76     |

#### Semana 2
- Sede:  Centro de Desportos e Congressos, Matosinhos, Portugal

| Data   | Hora  |            | Placar |            | Set 1 | Set 2 | Set 3 | Set 4 | Set 5 | Total   | Relatório |
| ------ | ----- | ---------- | ------ | ---------- | ----- | ----- | ----- | ----- | ----- | ------- | --------- |
| 16 Jun | 16:00 | Eslováquia | 0–3    | Espanha    | 21–25 | 13–25 | 23–25 |       |       | 57–75   | 57-75     |
| 16 Jun | 19:00 | Portugal   | 3–0    | Suécia     | 25–17 | 31–29 | 25–23 |       |       | 81–69   | 81-69     |
| 17 Jun | 15:00 | Espanha    | 2–3    | Suécia     | 25–15 | 24–26 | 25–21 | 22–25 | 13–15 | 109–102 | 109-102   |
| 17 Jun | 18:00 | Eslováquia | 3–1    | Portugal   | 25–21 | 19–25 | 25–19 | 25–20 |       | 94–85   | 94-85     |
| 18 Jun | 15:00 | Suécia     | 0–3    | Eslováquia | 12–25 | 16–25 | 19–25 |       |       | 47–75   | 52-75     |
| 18 Jun | 18:00 | Espanha    | 3–0    | Portugal   | 25–13 | 25–20 | 25–20 |       |       | 75–53   | 75-53     |

## Final four
Os primeiros colocados de cada grupo, e o melhor segundo colocado, estão qualificados para o final four da competição.
Times Classificados
- Finlândia
- Ucrânia
- Espanha
- Eslováquia

### Cruzamentos
|  | Semifinal | Semifinal  | Semifinal | Semifinal | Semifinal |   |    | Final     | Final | Final | Final | Final |
|  |           |            |           |           |           |   |    |           |       |       |       |       |
|  | A1        | Finlândia  | 3         | 3         | 5         |   |    |           |       |       |       |       |
|  | C2        | Eslováquia | 2         | 0         | 1         |   |    |           |       |       |       |       |
|  |           |            |           |           |           |   | A1 | Finlândia | 1     | 1     | 0     |       |
|  |           | B1         | Ucrânia   | 3         | 3         | 6 |    |           |       |       |       |       |
|  | C1        | Espanha    | 1         | 3         | 2         |   |    |           |       |       |       |       |
|  | B1        | Ucrânia    | 3         | 2         | 4         |   |    |           |       |       |       |       |

### Semi finais
Jogo 1
| Data   | Hora  |            | Placar |           | Set 1 | Set 2 | Set 3 | Set 4 | Set 5 | Total   | Relatório |
| ------ | ----- | ---------- | ------ | --------- | ----- | ----- | ----- | ----- | ----- | ------- | --------- |
| 28 Jun | 18:00 | Eslováquia | 2–3    | Finlândia | 23–25 | 25–15 | 25–20 | 17–25 | 12–15 | 102–100 | 102-100   |
| 28 Jun | 19:00 | Ucrânia    | 3–1    | Espanha   | 25–19 | 25–21 | 24–26 | 25–21 |       | 99–87   | 99-87     |

Jogo 2
| Data  | Hora  |           | Placar |            | Set 1 | Set 2 | Set 3 | Set 4 | Set 5 | Total  | Relatório |
| ----- | ----- | --------- | ------ | ---------- | ----- | ----- | ----- | ----- | ----- | ------ | --------- |
| 2 Jul | 17:00 | Finlândia | 3–0    | Eslováquia | 25–16 | 25–18 | 25–21 |       |       | 75–55  | 75-55     |
| 2 Jul | 20:00 | Espanha   | 3–2    | Ucrânia    | 22–25 | 25–23 | 23–25 | 25–20 | 15–5  | 110–98 | 110-98    |

### Final
| Data  | Hora |           | Placar |           | Set 1 | Set 2 | Set 3 | Set 4 | Set 5 | Total | Relatório |
| ----- | ---- | --------- | ------ | --------- | ----- | ----- | ----- | ----- | ----- | ----- | --------- |
| 5 Jul |      | Finlândia | 1–3    | Ucrânia   | 20-25 | 27-29 | 25-22 | 11-25 |       | 83–0  | 83-101    |
| 9 Jul |      | Ucrânia   | 3–1    | Finlândia | 17-25 | 25-23 | 27-25 | 25-16 |       | 94–0  | 94-89     |

## Resultado Final
| Posição | Time         |
| ------- | ------------ |
| 1       | Ucrânia      |
| 2       | Finlândia    |
| 3       | Eslováquia   |
| 3       | Espanha      |
| 5       | França       |
| 6       | Bielorrússia |
| 7       | Portugal     |
| 8       | Montenegro   |
| 9       | Albânia      |
| 10      | Áustria      |
| 11      | Suécia       |
| 12      | Geórgia      |